# ロレイン・ゲイリー
ロレイン・ゲイリー（Lorraine Gary,  1937年8月16日 - ）は、アメリカ合衆国の女優である。

## 来歴
1937年、ニューヨーク州・クイーンズ区のフォレストヒルズに生まれる。両親もショービジネス界でマネージメント業を行っており、幼いころにロサンゼルスへ移住。子供のころから舞台などで経験を積み、16歳で地元の劇団の最優秀女優賞も受賞した。後にコロンビア大学へ進学し、演劇関係ではなく政治学を専攻した。1960年代から女優として活動を開始し、テレビを中心にキャリアを構築した。
1975年に若き日のスティーヴン・スピルバーグが監督した海洋パニック映画『ジョーズ』へ出演し、ロイ・シャイダー演じる主役の保安官の妻を演じた。同作品はシリーズ化され、その後同じ役で3作目以外に出演した。また、スピルバーグ作品にはジョーズ・シリーズのほかにもジョン・ベルーシ、ダン・エイクロイド、三船敏郎ら出演のコメディ映画『1941』へも出演した。しかし1987年の『ジョーズ'87 復讐篇』以降は目立った女優活動は行っておらず、事実上女優を引退した。

## 出演作品

### 映画
- The City (1971) ※テレビ映画
- ジョーズ Jows (1975)
- カー・ウォッシュ Car Wash (1976)
- I Never Promised You a Rose Garden (1977)
- Zero to Sixty (1978)
- ジョーズ2 Jaws 2 (1978)
- 裸足の天使 Just You and Me, Kid (1979)
- 1941 1941 (1979)
- ジョーズ'87 復讐篇 Jaws: The Revenge (1987)

### テレビドラマ
- ドラグネット Dragnet 1967 (1967)
- バージニアン The Virginian (1967, 1969, 1970)
- 鬼警部アイアンサイド Ironside (1968 - 1973)
- ネーム・オブ・ザ・ゲーム The Name of the Game (1969)
- ボールド・ワンズ The Bold Ones: The New Doctors (1970)
- 警部マクロード McCloud (1970)
- サンフランシスコ国際空港 San Francisco International Airport (1970)
- Owen Marshall, Counselor at Law (1971, 1973)
- 秘密捜査官オハラ O'Hara, U.S. Treasury (1971)
- 署長マクミラン McMillan & Wife (1971, 1972)
- ヘック・ラムジー Hec Ramsey (1972)
- 四次元への招待 Night Gallery (1972)
- The Wide World of Mystery (1973)
- 刑事コジャック Kojak (1973, 1974)
- ドクター・ウェルビー Marcus Welby, M.D. (1974)
- 命がけの青春/ ザ・ルーキーズ The Rookies (1974)
- Lanigan's Rabbi (1976)